# Mouçós e Lamares
Mouçós e Lamares (oficialmente: União das Freguesias de Mouçós e Lamares) é uma freguesia portuguesa do município de Vila Real, com 32,24 km² de área e 3182 habitantes (censo de 2021). A sua densidade populacional é 98,7 hab./km².

## História
Foi criada aquando da reorganização administrativa de 2012/2013, resultando da agregação das antigas freguesias de Mouçós e Lamares.

Antigas freguesias que deram origem à União das Freguesias de Mouçós e Lamares (Vila Real).

Mouçós e Lamares tem muitos lugares, entre eles: Abobeleira, Alfarves, Alvites, Bouça, Bouça da Raposa, Sigarrosa, Compra, Estação, Feitais, Gache, Jorjais (não confundir com a aldeia homónima, partilhada pelas freguesias de Abaças e Andrães), Lagares, Lage, Lamares, Magarelos, Merouços, Mouçós (sede), Pena de Amigo, Piscais, Ponte, Sanguinhedo, Santa Baía, Sequeiros, Tojais e Varge.
A parte da freguesia que confronta com as freguesias de Vila Real e Mateus vem-se tornando crescentemente suburbana, estando integrada no perímetro urbano da cidade de Vila Real.
No território desta freguesia situa-se o Santuário de Nossa Senhora da Pena, palco de uma das mais impressionantes romarias de Portugal, protagonizada pelo alegadamente maior andor do mundo.

## Demografia
A população registada nos censos foi:
| Distribuição da População por Grupos Etários | Distribuição da População por Grupos Etários | Distribuição da População por Grupos Etários | Distribuição da População por Grupos Etários | Distribuição da População por Grupos Etários | Distribuição da População por Grupos Etários |
| -------------------------------------------- | -------------------------------------------- | -------------------------------------------- | -------------------------------------------- | -------------------------------------------- | -------------------------------------------- |
| Antes da agregação                           |                                              |                                              |                                              |                                              |                                              |
| Ano                                          | 0-14 anos                                    | 15-24 anos                                   | 25-64 anos                                   | >= 65 anos                                   | Total                                        |
| 2001                                         | 520                                          | 554                                          | 1715                                         | 536                                          | 3325                                         |
| 2011                                         | 538                                          | 325                                          | 1879                                         | 660                                          | 3402                                         |
| Após a agregação                             |                                              |                                              |                                              |                                              |                                              |
| Ano                                          | 0-14 anos                                    | 15-24 anos                                   | 25-64 anos                                   | >= 65 anos                                   | Total                                        |
| 2021                                         | 360                                          | 347                                          | 1676                                         | 799                                          | 3182                                         |